# Де Фриз, Хуго
Хуго Де Фриз, Хуго де Фрис. (нидерл. Hugo de Vries [Хюго де Врис], 1848—1935) — голландский ботаник. Один из основателей генетики.

## Краткая биография
Сын государственного деятеля Геррита де Вриса.
Получил образование в Лейденском университете, с 1866 года изучал там ботанику и защитив в 1870 году дипломную работу о влиянии тепла на корни растений, несколько месяцев слушал лекции по химии и физике в Гейдельбергском университете и работал в лаборатории Юлиуса Закса в Вюрцбурге.
В 1878—1918 годах был профессором Амстердамского университета, а также директором амстердамского ботанического сада. После этого работал в Люнтерне в своём имении.
В 1877 году впервые измерил осмотическое давление у растений, ввёл понятия плазмолиз и деплазмолиз.
Переоткрыл и подтвердил в 1900 году, одновременно с К. Э. Корренсом и Э. Чермак-Зейзенеггом (1871—1962) законы Грегора Менделя.
Пришёл к выводу, что вид может распадаться на различные виды, наблюдая изменчивость ослинника (Oenothera). Это явление Де Фриз назвал мутациями, считая что биологические виды время от времени находятся в фазе мутирования. Разработал мутационную теорию.
Де Фриз пришёл к убеждению, что новые виды возникают не путём постепенного накопления непрерывных флуктуационных изменений, как считали дарвинисты, а путём внезапного появления резких изменений, превращающих один вид в другой. Уже и раньше подобные мысли высказывал русский ботаник С. И. Коржинский, однако он не подкрепил своих взглядов столь обильным фактическим материалом, как де Фриз.
Появление этих внезапных изменений, преобразующих один вид в другой, де Фриз назвал мутацией. Длительные поиски вида, который обладал бы этими мутационными изменениями, оставались безрезультатными до того времени, пока де Фриз не нашёл около Хилверсюма вблизи Амстердама (1886) большое количество двулетних дикорастущих растений из вида Ослинник Ламарка (Oenothera lamarckiana). Растения этого вида своим поведением полностью соответствовали взглядам де Фриза на процесс эволюции.
Впоследствии выяснилось, что для видов рода Oenothera характерен полиморфизм по транслокациям (тип хромосомных перестроек). В результате скрещивания растений с различным набором транслокаций и последующего расщепления, получались потомки с хромосомами различной структуры, что приводило к изменению фенотипа.
Представления де Фриза о скачкообразности эволюции получило дальнейшее развитие в теориях сальтационизма.
В числе его учеников Фридрих Август Фердинанд Кристиан Вент.

## Память
В 1970 г. Международный астрономический союз присвоил имя Хуго де Фриза кратеру на обратной стороне Луны.

## Сочинения
- Избранные произведения. — М., 1932.
- The Mutation Theory: Experiments and Observations on the Origin of Species in the Vegetable Kingdom (немецкое издание, 1900—1903), (английское издание, 1910—1911).
- Species and Varieties: Their Origin by Mutation. — 1905.
- Plant Breeding — 1907 (немецкий перевод, 1908).
- Intracellular Pangenesis. — Чикаго, 1910.